# Episodi di Le avventure di Rex Rider (prima stagione)
La prima stagione della serie televisiva Le avventure di Rex Rider è stata trasmessa in anteprima negli Stati Uniti d'America dalla CBS nel 1951 a partire dal 5 aprile.
| nº | Titolo originale         | Titolo italiano | Prima TV USA      | Prima TV Italia |
| -- | ------------------------ | --------------- | ----------------- | --------------- |
| 1  | Six Gun Party            |                 | 5 aprile 1951     |                 |
| 2  | The Secret Lode          |                 | 1951              |                 |
| 3  | The Range Rider          |                 | 1951              |                 |
| 4  | Stage to Rainbow's End   |                 | 1951              |                 |
| 5  | Gunslinger in Paradise   |                 | 1951              |                 |
| 6  | Right of Way             |                 | 1951              |                 |
| 7  | The Crooked Fork         |                 | 1951              |                 |
| 8  | Gun Point                |                 | 19 febbraio 1951  |                 |
| 9  | The Baron of Broken Bow  |                 | 1951              |                 |
| 10 | Western Fugitive         |                 | 1951              |                 |
| 11 | Bad Medicine             |                 | 1951              |                 |
| 12 | Pack Rat                 |                 | 8 marzo 1951      |                 |
| 13 | The Grand Fleece         |                 | 1951              |                 |
| 14 | The Flying Arrow         |                 | 1951              |                 |
| 15 | The Hawk                 |                 | 1951              |                 |
| 16 | Dead Man's Shoe          |                 | 1951              |                 |
| 17 | The Golden Peso          |                 | 1951              |                 |
| 18 | Hidden Gold              |                 | 1951              |                 |
| 19 | Diablo Pass              |                 | 1951              |                 |
| 20 | Last of the Pony Express |                 | 1951              |                 |
| 21 | Marked for Death         |                 | 1951              |                 |
| 22 | Ten Thousand Reward      |                 | 1951              |                 |
| 23 | Indian Sign              |                 | 1951              |                 |
| 24 | False Trail              |                 | 1951              |                 |
| 25 | The Ghost of Poco Loco   |                 | 16 agosto 1951    |                 |
| 26 | Harsh Reckoning          |                 | 10 settembre 1951 |                 |